# Episodi di Yamishibai (ottava stagione)
L'ottava stagione dell'anime Theatre of Darkness: Yamishibai, composta da 13 episodi, è andata in onda su TV Tokyo dal 10 gennaio al 4 aprile 2021.

## Lista episodi
| Nº | Titolo italiano Giapponese 「Kanji」 - Rōmaji               | In onda          | In onda |
| Nº | Titolo italiano Giapponese 「Kanji」 - Rōmaji               | Giapponese       |         |
| 1  | Il fazzoletto a terra 「ハンカチ落とし」 - Hankachi otoshi  | 10 gennaio 2021  |         |
| 2  | Anniversario di morte 「命日」 - Meinichi                   | 17 gennaio 2021  |         |
| 3  | Non guardare indietro 「うしろを見るな」 - Ushiro o miru na | 24 gennaio 2021  |         |
| 4  | Lancia-fagioli 「豆まき」 - Mamemaki                        | 31 gennaio 2021  |         |
| 5  | La risata 「笑い声」 - Waraigoe                             | 7 febbraio 2021  |         |
| 6  | Pesca del giorno 「釣りの成果」 - Tsuri no seika            | 14 febbraio 2021 |         |
| 7  | Issun Boshi 「一寸法師」 - Issun bōshi                      | 21 febbraio 2021 |         |
| 8  | Accertamento 「柩仰」 - Kyūkō                               | 28 febbraio 2021 |         |
| 9  | La buca di formicaleoni 「蟻地獄」 - Arijigoku              | 7 marzo 2021     |         |
| 10 | Impronte nella neve 「雪の足跡」 - Yuki no ashiato          | 14 marzo 2021    |         |
| 11 | La maledizione 「祟り」 - Tatari                            | 21 marzo 2021    |         |
| 12 | Il telefono a spago 「糸電話」 - Itodenwa                   | 28 marzo 2021    |         |
| 13 | Discorsi nel sonno 「寝言」 - Negoto                        | 4 aprile 2021    |         |